# Dokøen

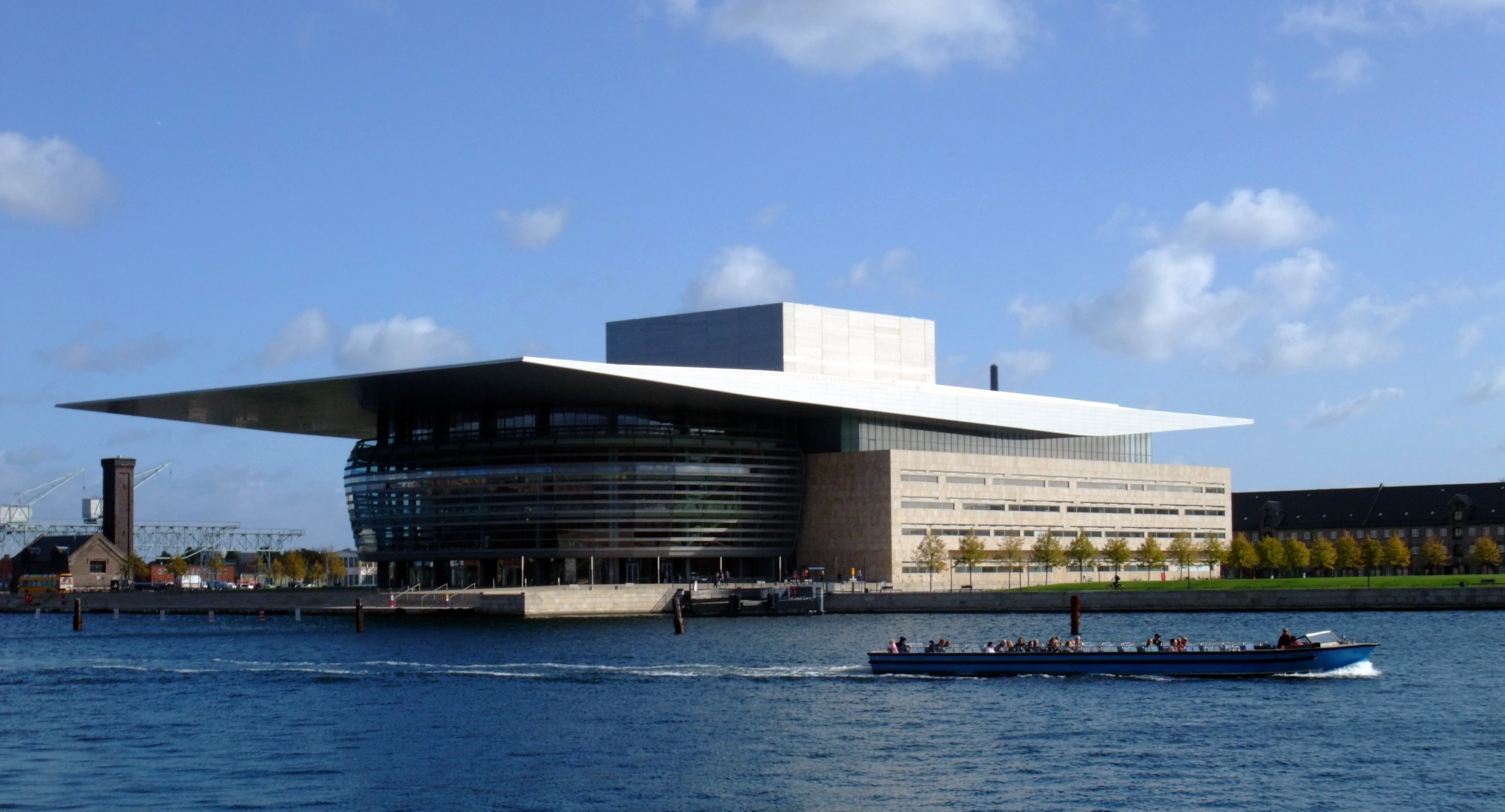
Dokøen partjai és a Koppenhágai Operaház. A kép bal szélén látható a védett szivattyúház. A jobboldalt a háttérben húzódó épületsor már Frederiksholm szigetén áll

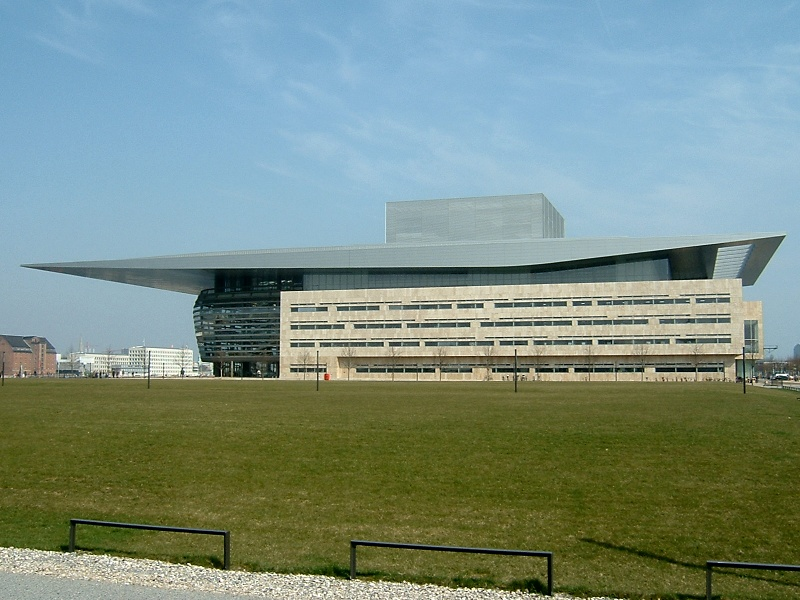
Az opera és a mellette kialakított füves terület

A Dokøen (jelentése magyarul: dokk-sziget) kis sziget Koppenhága belvárosában, Christianshavn városrészben. A Holmen nevű szigetcsoporthoz tartozik. Feltöltéssel jött létre a 19. század második felében.
Itt épült fel 2001–2004 között az új Koppenhágai Operaház. Az építkezést megelőző ásatások a feltöltés alatti rétegekben – az egykori tengerfenéken – négy hajóroncsot tártak fel, melyek közül az egyik a 18. század végéről - 19. század elejéről származik, a többi viszont jóval régebbi, 15. századi.

## Történelem
A 18. század végén a régi Ankerø sziget Nyholm része lett, ezért egy újat hoztak létre a Langøen (ma Frederiksholm) északi részénél. Ebből alakult ki később, 1850–1880 között feltöltéssel a Dokøen.
Az újabb időkben itt működött a dán hadiflotta holmeni támaszpontjából kinőtt hajógyár, és 1857-ben egy új szárazdokkot is építettek a flotta régi christianshavni dokkja mellett. A szigetet fokozatosan bővítették déli irányban a Langøen hosszában. Ez volt az utolsó hely, ahol hadihajókat építettek és javítottak. Az utolsó hajót az 1970-es években bocsátották vízre. A dokk és az angol szivattyúház is védett.